# Tricuriasis
La tricuriasis (tricurosis o tricocefalosis) es una enfermedad parasitaria causada por infestación del intestino grueso (mucosa superficial) por un parásito llamado Trichuris trichiura. La tricuriasis es una enfermedad común mundialmente, en especial en países con climas cálidos y húmedos. Los niños son los más afectados, al ingerir huevos de gusanos, los cuales se instalan en la pared del colon. El principal factor de riesgo corregible es la ingestión de huevos de suelos contaminados con heces. Con poca frecuencia se transmite ingeriendo vegetales, a menos que estos estén contaminados con heces.
El ciclo vital es de unos 3 meses.
La tricuriasis es una parasitosis que afecta al hombre, está presente en un ámbito geográfico bastante amplio, predominando de forma significativa en las zonas tropicales y subtropicales. También suelen encontrarse en zonas templadas lluviosas, así como en medios rurales y suburbanos. Su presencia depende de la contaminación fecal del suelo pues sus huevos precisan un período de embrionación externa; es un geohelminto.

## Transmisión

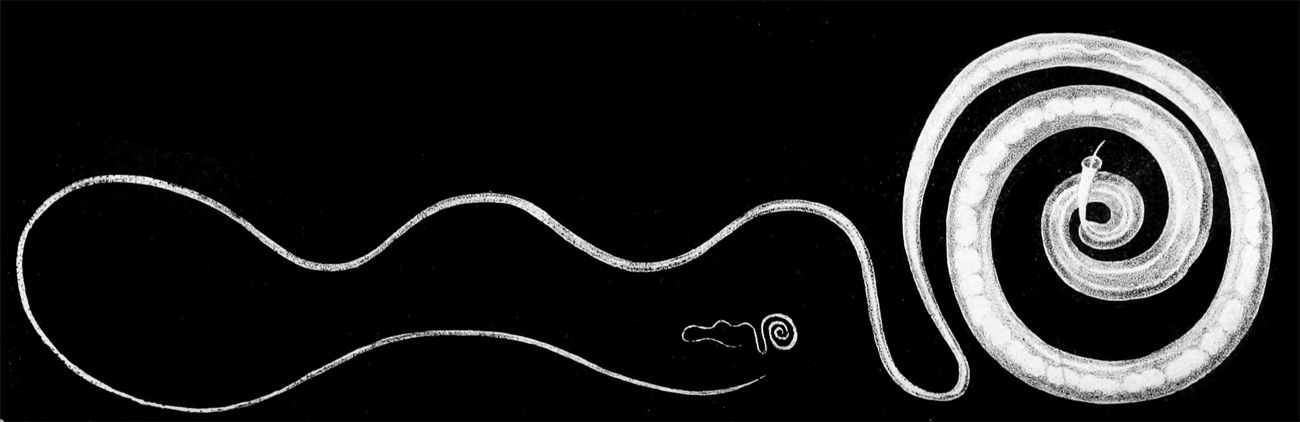
Trichocephalus dispar = Trichuris trichiura, masculino

La transmisión es por contaminación oral con los huevos ya embrionados, es decir con la larva infectiva en su interior. Los terrenos húmedos, cálidos y sombreados los más propicios para su desarrollo. Llegan a la boca con tierra (niños que gatean, que juegan o trabajan en tierra contaminada), con  alimentos regados con aguas negras y con agua de bebida.

## Ciclo de vida

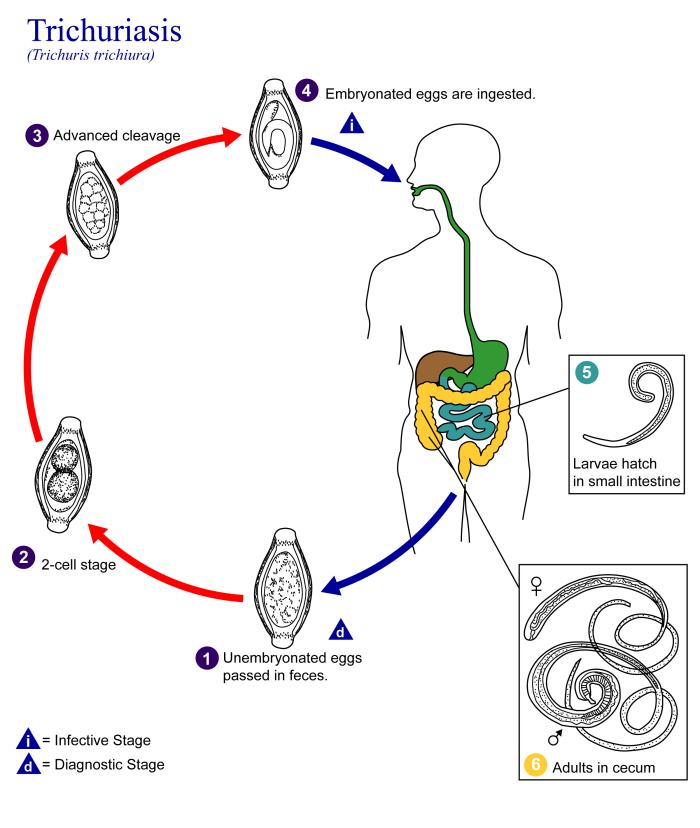
Ciclo de vida de Trichuris trichiura

El agente causal, Trichuris trichiura, es un nematodo (gusano redondo) de color blanco, la hembra mide de 35 a 50 mm y el macho de 20 a 25 mm. Su cuerpo es muy delgado, como un cabello en las 3/5 partes anteriores y grueso en las 2/5 posteriores. Su hábitat es el intestino grueso, su porción anterior se hilvana en las criptas glandulares de la mucosa intestinal lo que impide su arrastre por las heces. Cuando existen en gran cantidad se dispersan por el intestino grueso destrozando la pared, son hematófagos y cambian de lugar para disponer de sangre. Los huevos son expulsados con las heces.
Los huevos salen con la materia fecal del hombre sin embrionar. Cuando entran en contacto con la tierra en unas condiciones ambientales de humedad y temperatura adecuadas, empiezan a desarrollarse las larvas, y en un periodo que va de dos semanas a varios meses se van a convertir en huevos infectantes.
Cuando los huevos embrionados son ingeridos, eclosionan bajo la acción de las enzimas intestinales liberándose las larvas. Estas penetran en las glándulas de Lieberkühn donde sufren un corto período de desarrollo. Pasan tras ello al colon, donde maduran hasta adultos machos y hembras que viven unos 3 años. Los gusanos se hilvanan en la mucosa del intestino grueso, pueden perforarla gracias a un estilete oral que emplean para romper los vasos sanguíneos.

## Sintomatología
Los daños están directamente relacionados con la cantidad de parásitos en el intestino y con el estado nutricional del hospedador. Un número pequeño no ocasiona apenas sintomatología, por el contrario, cuando la parasitación es elevada, suele conducir a un retraso en el crecimiento y desarrollo de los niños con infecciones crónicas. Una tricocefalosis masiva deriva en daños graves en la mucosa, inflamación linfoplasmocitaria leve de las criptas de Lieberkühn, dolores cólicos, distensión abdominal, diarrea sanguinolenta e incluso disentérica, debilidad, pérdida de peso, y en ocasiones prolapso rectal por el tenesmo continuado. La anemia es constante en personas malnutridas y con alimentación basada en alimentos amiláceos que deprimen el hierro. Puede darse casos de apendicitis si los gusanos colonizan y obstruyen la luz del apéndice.
Las infecciones leves son con frecuencia asintomáticas. Las más severas desarrollan diarrea sanguinolenta, que puede conllevar una anemia por deficiencia de hierro. Los casos más severos presentan prolapso rectal. Un examen de heces directo o con lugol revela la presencia de los característicos huevos del organismo.
La infección masiva con T. trichiura (tricocéfalo) puede producir:
- Dolor abdominal.
- Diarrea sanguinolenta o mucosa (disentería).
- En niños puede haber prolapso rectal.
- Anorexia.
- Malnutrición.
- Retraso en el crecimiento.
- Déficit neurológicos.

## Diagnóstico
La tricocefalosis se diagnostica mediante la identificación de los típicos huevos de T. trichiura en un examen de heces, o por identificación de los gusanos adultos mediante una proctoscopia. Los métodos cuantitativos son preferibles, pues permiten conocer la intensidad de la infección. Se considera que existe una tricocefalosis leve cuando hay menos de 1.000 h/g, mediana entre 1.000 y 10.000 h/g e intensa, con más de 10.000 h/g. En estos casos la sintomatología digestiva es principalmente el síndrome disentérico. Se obtiene el número aproximado de parásitos adultos dividiendo por 200 el número de h/g en materias fecales.

## Prevención
Antes prevalente a nivel prácticamente global, la tricocefalosis permanece hoy en las zonas más empobrecidas de los países más subdesarrollados. La prevención estriba en una adecuada eliminación de las heces por alcantarillado, o letrinas, agua segura, no utilización de aguas negras para riego de verduras de consumo crudo. Es una enfermedad más ligada a la pobreza, que suele ir acompañada de la ascariasis (Ascaris lumbricoides) por compartir la epidemiología. Puede hacerse educación sanitaria, lavado de manos, de verduras de consumo crudo, etc., pero si el medio ambiente sigue contaminado fecalmente todas las medidas serán vanas. La mejora de la deposición de las heces ha disminuido la incidencia de la tricuriasis. El lavado de las manos antes del manejo de alimentos y el evitar la ingestión de tierra son también actitudes preventivas para evitar la contaminación y transmisión del parásito.

## Tratamiento
El tratamiento oral con mebendazol por 3 días, por lo general, es suficiente en infecciones sintomáticas. Otros agentes antiparasíticos como el albendazol pueden ser usados como terapia alternativa. Con el tratamiento correcto se espera la recuperación total y sin secuelas del paciente. En casos crónicos y severos se tienen que corregir posibles complicaciones, como la deshidratación y la anemia. Con menos frecuencia se tiene que tratar un prolapso rectal.
Es preferible tratar todos los casos, aunque la urgencia del tratamiento está en proporción a la intensidad de la infección y la sintomatología. Cuando se presenta el prolapso rectal (sobre todo en niños), se corrige reduciendo la carga parasitaria y mejorando sobre todo el estado nutricional del paciente. La OMS preconiza el tratamiento en masa de la población escolar en zonas endémicas, repitiéndolo cada 5-6 meses, pues si las condiciones sanitarias no se elevan se producen reinfecciones. Hay varios antihelmínticos eficaces siendo preferibles los pamoatos porque no se absorben. Los programas de desparasitación de helmintos intestinales influyen en un mejor aprovechamiento escolar, mejoran la absorción de nutrientes, disminuyen el deterioro cognitivo infantil e incrementan  el desarrollo físico y psíquico.